# Hecatera agrapha
Hecatera agrapha är en fjärilsart som beskrevs av Charles Boursin 1960. Hecatera agrapha ingår i släktet Hecatera och familjen nattflyn. Inga underarter finns listade i Catalogue of Life.